# Пьер де Фуа-Лотрек
Пьер де Фуа-Лотрек (Pierre de Foix, Pierre de Foix-Lautrec) (ум. 1454) — виконт Лотрека и Вильмура с 1436.
Родился между 1424 и 1428 годами. Младший сын графа Жана I де Фуа и его второй жены Жанны д’Альбре, дочери коннетабля Шарля I д’Альбре.
По завещанию отца унаследовал половину виконтства Лотрек и сеньорию Вильмур. До 1439 года находился под опекой дяди, Матье де Фуа, графа де Комменж, затем до совершеннолетия — под опекой старшего брата — Гастона IV де Фуа, который и позже управлял его владениями — до 1449 года.
Вместе с братом в составе войска графа Жана Дюнуа участвовал в сражениях Столетней войны, в том числе в осаде Байонны (1451) и Кадиллака (1453), взятии Бордо (1451).
В сентябре 1454 года сопровождал брата в его поездке в Тур ко двору короля Карла VII и там умер от чумы.
Пьер де Фуа с 23 июля 1449 года был женат на Катерине д’Астарак, старшей дочери графа Жана III д’Астарака от его первой жены Жанны де Барбазан. Та должна была получить владения отца, Арно Гийлема де Барбазана, но он незадолго до смерти по завещанию назначил своим наследником мужа племянницы — Бернара де Фодоа. Спор продолжался с 1432 по 1448 год. В итоге Катерине д’Астарак достались сеньории Гу, Бажонет, Кастельнаве, Марсельян, Тоция и некоторые другие земли, но без баронии Барбазан.
Дети:
- Мадлен де Фуа, дама де Кастийон;
- Жан де Фуа (1454—1502), виконт де Лотрек.